# Diamant oculé
Stagonopleura oculata
Espèce
Statut de conservation UICN

 LC  : Préoccupation mineure
Statut CITES
Le Diamant oculé (Stagonopleura oculata) est une espèce de passereaux placée dans la famille des Estrildidae.

## Répartition
Cet oiseau vit dans les forêts et taillis côtiers du sud-ouest de l'Australie.